# 소가노 우마코

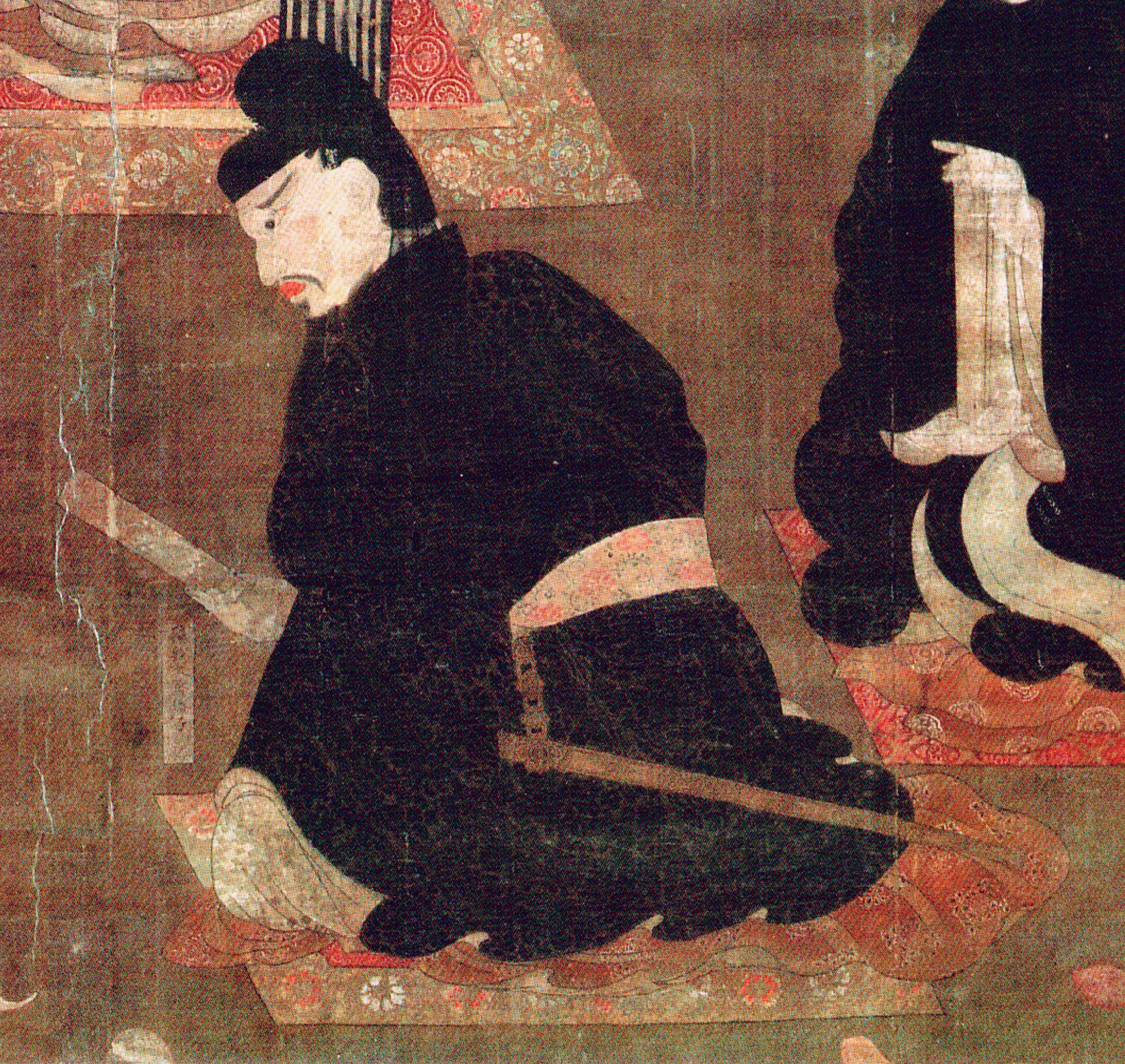

소가노 우마코(蘇我の馬子, 551년?~626년)는 일본 아스카 시대의 귀족, 정치가이다. 비다쓰 천황 때 대신(大臣, 오오미)에 취임하고, 이후 요메이 천황, 스슌 천황, 스이코 천황의 4대, 54년 간이나 최고의 권세를 누리며, 소가씨의 전성기를 이룩하였다.

## 생애
부친은 소가노 이나메(蘇我稲目)이다. 딸들이 왕족과 혼인하여, 왕실의 외척으로서 강력한 권력을 손에 넣었다.

### 집권을 향한 노력
587년 4월, 요메이 천황이 즉위한 지 2년도 안 되어 사망하자, 소가씨와 모노노베씨는 자기가 추천하는 계승자를 즉위시키기 위해 대규모의 무장 충돌을 일으켰다. 결국 소가씨가 승리를 거두었고, 소가노 우마코는 자신의 생질(누나 오아네노키미(小姉君)의 아들)을 즉위시켰는데 바로 제32대 스슌 천황이다. 스슌 천황이 우마코의 전횡에 불만을 느끼자 우마코는 심복 야마토노 아야노 아타이코마(東漢直駒)를 시켜 스슌 천황을 암살(592년)하기까지 하였다. 우마코는 비다쓰 천황의 부인이자 자신의 질녀인 도요미케가시히야히메(炊屋姫)황후를 즉위시켰다. 그 여자가 제33대 스이코 천황이다. 또한 우마코는 2차 불교 전쟁에 적극 가담했던 우마야도 황자를 황태자로 삼았다. 그가 곧 쇼토쿠 태자이다.

### 권력의 정점에 서다
우마코는 불교 수용에 적극적인 성향을 보여, 마찬가지로 불교 수용에 관심을 보이던 쇼토쿠 태자와 연대하여, 불교 수용에 반대하는 배불파(排佛派)이자 국신파(國神派)인 모노노베노 모리야(物部守屋)와 정쟁을 되풀이한 끝에 승리를 거두어 오무라지(大連)인 모노노베씨를 타도하고 중앙 권력의 정점에 섰다. 모노노베씨는 백제에서 불교까지 들어온다면 자기네의 선주(先住) 신앙과 조정에서의 세력이 더욱 약화될 것을 우려하고 있었다. 우마코는 스이코 천황 즉위 이후 섭정이 된 쇼토쿠 태자와 합의하에 정국을 이끌며, 불교를 장려하고, 관위 12계와 십칠조헌법을 제정하여 중앙 집권화에 힘을 쓰며, 견수사(遣隋使)를 보내 중국의 사회제도와 학문을 받아들였다. 그는 596년, 일본 최초의 사찰인 호코지를 백제의 승려와 장인들로 하여금 짓게 했다. 이는 씨사(氏寺)를 건립하는 씨족불교 유행의 시작이기도 하다. 아스카데라의 완공을 기념하는 불사리 봉안식에 소가노 우마코를 비롯한 100여 명의 인사들이 모두 백제 옷을 입었더니 보는 사람이 한결같이 기뻐했다. 이것은 백제 문화가 선망의 대상이었음을 말해준다. 이러한 분위기 속에서 소가노 가문은 권력을 잡을 수 있었다. 622년 유일한 섭정인 쇼토쿠 태자가 죽자 소가노 우마코는 국정을 마음대로 하였다.

## 사후
소가노 우마코는 자기의 저택에 대규모의 정원을 만들었는데, 그 때문에 그를 시마노오토도〔島大臣〕라고도 불렀다. 그의 정원으로 추정되는 유적이 21세기 초에 발굴되기도 하였다. 아스카에 있는 백제 양식의 거대한 무덤, 이시부타이(石舞臺)가 소가노 우마코의 무덤으로 추정된다.

## 가족관계
- 부 : 소가노 이나메(蘇我稲目)
  - 누나 : 소가노 기타시히메(蘇我堅塩媛) 긴메이 천황의 비
  - 누나 : 오아네노키미(小姉君) 긴메이 천황의 비
    - 아들 : 소가노 젠토코(蘇我善徳)
    - 아들 : 소가노 에미시(蘇我蝦夷)
    - 딸 : 가와카미노이라쓰메 스슌 천황 비
    - 딸 : 호테노이라쓰메 다무라 황자 비
    - 딸 : 도지코노이라쓰메 쇼토쿠 태자 비